# 黑蕊无心菜
黑蕊无心菜（学名：Arenaria melanandra）为石竹科无心菜属的植物。分布于尼泊尔、不丹、锡金以及中国大陆的四川、甘肃、青海、西藏等地，生长于海拔3,700米至5,000米的地区，一般生长在高山草甸以及高山砾石带，目前尚未由人工引种栽培。

## 别名
黑蕊蚤缀（拉汉种子植物名称） 大板山蚤缀（青藏高原药用植物图鉴）